# Zgnilizna podstawy pędów papryki

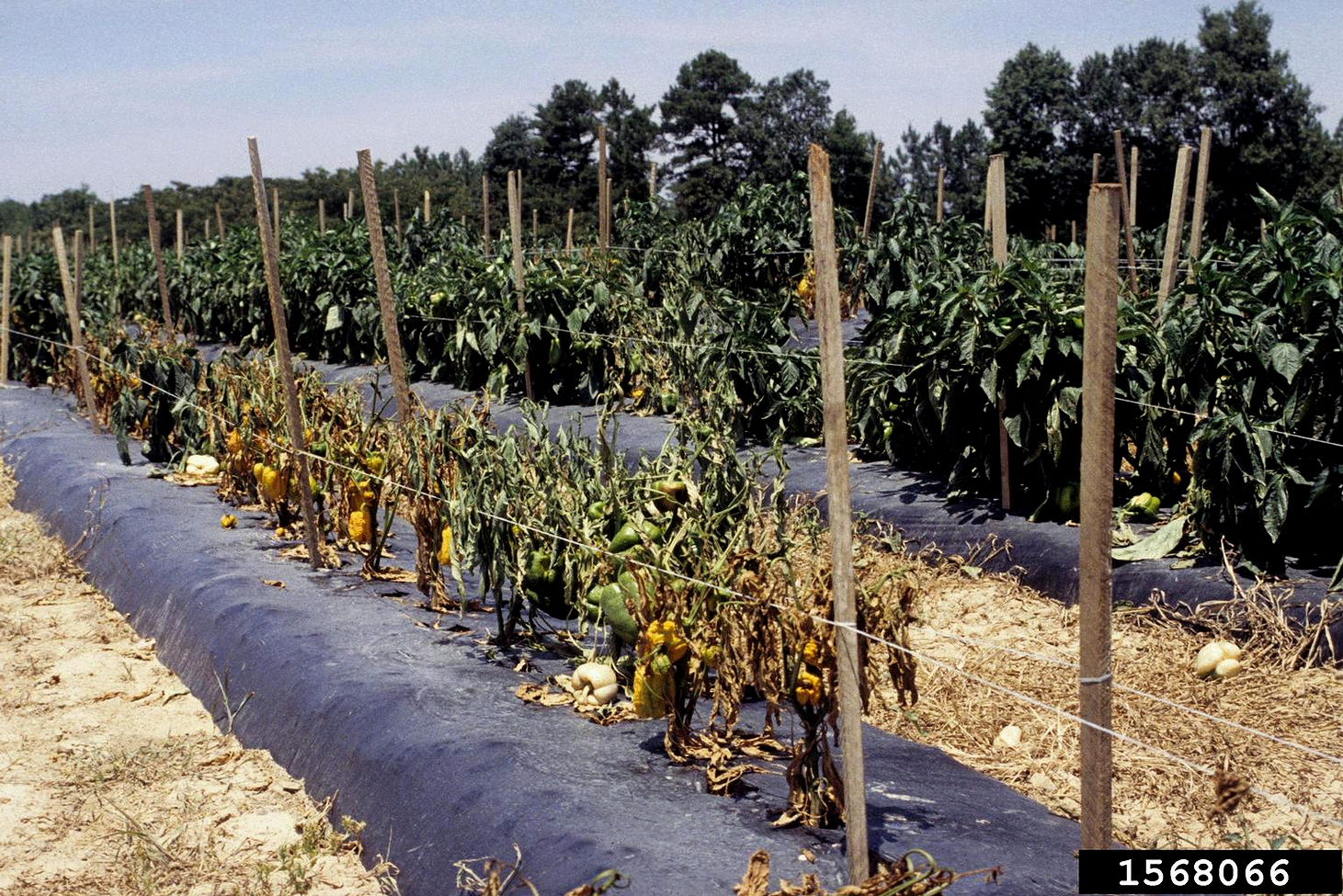
Objawy choroby na papryce rocznej

Zgnilizna podstawy pędów papryki (ang. blight of capsicum), także fytoftoroza papryki – choroba papryki (Capsicum) wywołana przez gatunki z rodzaju Phytophthora zaliczane do grzybopodobnych lęgniowców. Jest to choroba z grupy fytoftoroz.

## Sprawcy choroby i jej objawy
Chorobę wywołują Phytophthora capsici, Phytophthora cryptogea,  Phytophthora nicotianae i inne gatunki z rodzaju  Phytophthora, najczęściej P. capsici. Gdy zaatakuje siewki, powoduje zgorzel siewek objawiającą się zbrunatnieniem i przewężeniem szyjki korzeniowej. Choroba postępuje bardzo szybko i doprowadza do obumarcia porażonych siewek. Może atakować roślinę w każdym wieku. Na rozwiniętej już roślinie pierwszymi jej objawami jest zahamowanie wzrostu, silne więdnięcie i żółknięcie roślin. U podstawy pędu, przy styku z glebą, tworzą się ciemnozielone, wodniste plamy, które następnie brązowieją i wysychają. Zgnilizna, która początkowo zajmuje tylko część pędu, szybko obejmuje cały jego obwód. Pęd gnije do wysokości około 5 cm nad powierzchnią ziemi. System korzeniowy rośliny jest porażony, silnie zredukowany i rozpada się przy delikatnym pociągnięciu. Na owocach powstają nekrotyczne, szybko powiększające się gnilne plamy. W warunkach dużej wilgotności na plamach tych tworzy się biały nalot. Są to zarodniki patogenu. Nekrotyczne i szybko powiększające się plamy powstają także na liściach.
Charakterystyczną cechą tej choroby jest brak zbrązowienia wiązek przewodzących, co odróżnia ją od innych fytoftoroz. Można ją jednak pomylić z innymi chorobami wywoływanymi przez patogeny glebowe, zwłaszcza przez Rhizoctonia solani i Fusarium solani. Dla pewnego rozpoznania choroby konieczne jest przeprowadzenie analizy mykologicznej.

## Ochrona
Porażonych roślin nie można już uratować. P. capsici charakteryzuje się wysoką patogenicznością i może silnie porazić rośliny nawet przy niewielkiej i niewykrywalnej ilości tego patogena w glebie. Radykalnie jednak można ograniczyć porażenie roślin stosując profilaktyczne ich podlewanie wodą zawierającą mieszaninę propamokarbu i fosetylu glinu lub sam propamokarb. Należy to czynić zarówno podczas produkcji rozsady, jak i na polu, podczas uprawy papryki. Poza tym obowiązują ogólne zasady zapobiegania chorobom infekcyjnym, a więc płodozmian, zakaz uprawy papryki w glebie, w której wcześniej była fytoftoroza itd.